# 후라이보이 무전여행기
후라이보이 무전여행기는 한국에서 제작된 김수용 감독의 1963년 영화이다. 곽규석 등이 주연으로 출연하였고 신상옥 등이 제작에 참여하였다.

## 출연

### 주연
- 곽규석
- 김승호
- 조미령
- 최난경

## 제작진
- 조명: 손영철
- 미술: 정우택